# الدوري الأمريكي لكرة السلة للمحترفين 1993–94
الدوري الأمريكي لكرة السلة للمحترفين 1993–94 (بالإنجليزية: 1993–94 NBA season)‏ هو موسم من إن بي أي. أقيم خلال الفترة 5 نوفمبر 1993 وحتى 22 يونيو 1994، وأشرف على تنظيمه إن بي أي، وكان عدد الأندية المشاركة فيه 27، وفاز فيه هيوستن روكتس.